# Börje Langefors
Nils Börje Langefors, född 21 mars 1915 i Ystad, död 13 december 2009 i Gottskär, Onsala församling, var en svensk datalog och professor i informationsbehandling. Han var bror till Ulf Langefors.

## Biografi
Langefors gick tekniska gymnasiet i Malmö och fick ett stipendium under en termin för att läsa fysik. Han var eldledare i artilleriet i Malmö under beredskapstiden. 
År 1940 började han vid Flygtekniska försöksanstalten. Langefors arbetade därefter på Nordiska armaturfabrikerna (NAF) fram till 1949 med utveckling av tryckmätare och andra instrument. Bland annat utvecklade han år 1944 en analog maskin för balansering av kardanaxeln till Volvo PV 444. År 1946 publicerades i Ingenjörshandboken en artikel skriven av honom om "vätskors och gasers strömningar kring fasta kroppar". I den utgåva som kom 1967 var det den enda artikel från 1946 som fanns kvar i den upplagan.
Langefors rekryterades år 1949 från NAF till Saab AB av Torkel Rand. Då han anställdes som ansvarig för Saabs beräkningsavdelning i Linköping fanns det endast räknesnurror som beräkningsverktyg. Langefors konstruerade en "analogimaskin" för beräkningar. En förutsättning för dess användning var att man kunde översätta en systembeskrivning av ett system, till exempel ett mekaniskt system, till ett elektriskt system i form av analogimaskinen. Om man skulle kunna använda analogimaskinen för skilda typer av system fann Langefors att man behövde en generell systemteori. Därför utvecklade Langefors en sådan under några år. Detta arbete fortsatte även efter att den digitala datorn SARA tillverkats. Denna generella systemteori var förklaringen till att Langefors 1963 utnämndes till docent i byggnadsstatik vid Chalmers tekniska högskola med stöd av samma arbete som gjorde att han två år senare utnämndes till professor i informationsbehandling.
Saabs beräkningsavdelning i Linköping blev kund hos Matematikmaskinnämnden när BESK lanserades 1953. År 1954 föreslog Langefors att Saab borde bygga en egen kopia av BESK. Denna döptes till SARA, Saabs automatiska räkneautomat, och försågs med ett system för datalagring på magnetband som utvecklades vid Saab och kallades Saraband. Beslutet 1954 räknas som grundläggandet av Datasaab, som med tiden blev en egen division inom Saab. 
Langefors bidrog i utvecklingen av finita elementmetoden (FEM) för att beräkna belastningen på flygplansvingar och i programspråket Algol-Genius för Datasaab D21. Han lämnade Saab 1965 för KTH.
Vid KTH var Langefors åren 1967–1980 Sveriges första professor i informationsbehandling, särskilt administrativ databehandling (ADB). Langefors var tongivande när det gällde framväxten av ADB som ett eget universitetsämne, senare ofta benämnt informatik. Han pekade särskilt på användarens betydelse vid databehandling liksom behovet av en teoretisk överbyggnad vid systemutveckling, utveckling av informationssystem.
Langefors myntade det för svenska språket unika ordet dator och var med om att sprida användningen av begreppen informationssystem och informatik.
År 1975 utsågs Langefors till ekonomie hedersdoktor i Lund. 1979 blev Langefors ledamot av Ingenjörsvetenskapsakademien. Han utsågs 1987 till filosofie hedersdoktor vid Göteborgs universitet och 1989 till teknologie hedersdoktor vid Kungliga Tekniska högskolan. År 1999 erhöll han utmärkelsen "The LEO Award for Exceptional Lifetime Achievement in Information Systems" av Association of Information Systems.
Han var gift med Eva Klang (1917–2002). Makarna Langefors är begravda på Valleberga kyrkogård.